# Соров, Иван Васильевич
Иван Васильевич Соров (1925, Выльвидзь, Коми АССР — 26 апреля 1945, Калининградская область) — заряжающий 82-миллиметрового миномета 21-го гвардейского стрелкового полка 5-й гвардейской стрелковой дивизии 11-й гвардейской армии 3-го Белорусского фронта, гвардии ефрейтор; заряжающий миномета 21-го гвардейского стрелкового полка 5-й гвардейской стрелковой дивизии 11-й гвардейской армии 1-го Прибалтийского фронта; заряжающий миномета 21-го гвардейского стрелкового полка, гвардии младший сержант.

## Биография
Родился в 1925 году в деревне Выльвидзь Удорского района Республики Коми в семье крестьянина. Коми. Образование начальное. Работал в колхозе.
В Красной Армии и на фронте в Великую Отечественную войну с января 1943 года.
Заряжающий 82-миллиметрового миномета 21-го гвардейского стрелкового полка гвардии ефрейтор Иван Соров 16 октября 1944 года в бою в 10 километрах южнее города Вилкавишкис, заменив выбывшего из строя наводчика, точным огнём накрыл два пулемета с расчетами и подавил огонь пушки. Приказом от 5 ноября 1944 года «за образцовое выполнение заданий командования в боях с немецко-фашистскими захватчиками» гвардии ефрейтор Соров Иван Васильевич награждён орденом Славы 3-й степени.
27 января 1945 года в бою южнее города Гумбиннен заряжающий миномета того же полка, дивизии, армии Иван Соров в составе расчета уничтожил пушку, два пулемета и свыше десяти гитлеровцев. Приказом от 8 февраля 1945 года «за образцовое выполнение заданий командования в боях с немецко-фашистскими захватчиками» гвардии ефрейтор Соров Иван Васильевич награждён орденом Славы 2-й степени.
8 апреля 1945 года в боях в городе Кенигсберг заряжающий миномета того же полка гвардии младший сержант Иван Соров, проникнув в расположение противника, уничтожил гранатами свыше десяти гитлеровцев и подавил три пулеметные точки. 9 апреля 1945 года при форсировании реки Прегель в городе Кенигсберг Иван Соров с расчетом поразил четыре вражеских пулемета.
Указом Президиума Верховного Совета СССР от 19 апреля 1945 года «за образцовое выполнение заданий командования в боях с немецко-фашистскими захватчиками» гвардии младший сержант Соров Иван Васильевич награждён орденом Славы 1-й степени, став полным кавалером ордена Славы.
В одном из боев в Восточной Пруссии гвардии младший сержант И. В. Соров был тяжело ранен, скончался в медсанбате 26 апреля 1945 года. Похоронен в братской могиле в поселке Русское Зеленоградского района Калининградской области.
Награждён орденами Славы 1-й, 2-й и 3-й степеней.